# 蒙哥马利 (路易斯安那州)
蒙哥马利（英語：Montgomery），是美国路易斯安那州下属的一座城市。根据2010年美国人口普查，该市有人口730人。建置上，属于“town”。